# Masoud Mir Kazemi
Masoud Mir Kazemi est un homme politique iranien né en 1960 à Téhéran, ou à Ardestan. 
Il est ministre du Commerce, puis du Pétrole sous la présidence de Mahmoud Ahmadinejad. 
De 2021 à 2023, il est vice-président chargé de l'organisation du planning et du budget au sein du premier gouvernement de Ebrahim Raïssi.